# چاد مایکل کالینز
چاد مایکل کالینز (انگلیسی: Chad Michael Collins؛ زادهٔ ۲۲ سپتامبر ۱۹۷۹) هنرپیشه اهل ایالات متحده آمریکا است. وی از سال ۲۰۰۵ میلادی تاکنون مشغول فعالیت بوده‌است.
از فیلم‌ها و آثار برجسته این هنرپیشه می توان به: تک‌تیرانداز: حمله مجدد (۲۰۱۱) ، گروهان قهرمانان (۲۰۱۳) ، تک‌تیرانداز: میراث (۲۰۱۴) ، تک‌تیرانداز: شبح تیرانداز (۲۰۱۶) و تک‌تیرانداز: کشتار نهایی (۲۰۱۷) اشاره کرد.